# Prima della lunga notte (L'ebreo fascista)
Prima della lunga notte (L'ebreo fascista) è un film italiano del 1980 diretto da Franco Molè, con Ray Lovelock e  Martine Brochard. È tratto dal romanzo Un ebreo nel fascismo di Luigi Preti.

## Trama
1935. Oberdan, figlio di un ebreo fanatico del fascismo, sposa con rito civile Rosa, appartenente all'alta borghesia emiliana, ma lui deve partire per la guerra d'Etiopia, a cui vuole partecipare come volontario nonostante il parere contrario della moglie. Al suo ritorno, l'uomo si trasferisce da solo a Bologna dove lavora come giornalista; la sua lontananza dalla famiglia e il disinteresse verso il figlio gravemente malato spingono la moglie a lasciare Oberdan. In redazione, l'uomo intreccia una relazione con la segretaria Elena ma a seguito delle leggi razziali fasciste è costretto a lasciare il posto di lavoro. Recatosi a Firenze con Elena e l'amico Mario per incontrare un editore disposto a pubblicare il romanzo a cui lavora da tempo, Oberdan dopo il rifiuto dell'editore a causa delle sue origini razziali decide di suicidarsi buttandosi dal treno che lo stava riportando a Bologna.